# Берёзовая (гора, Таватуйское участковое лесничество)
Берёзовая — лесистая гора на Среднем Урале, в окрестностях села Таватуй Невьянского района Свердловской области России.

## География
Берёзовая гора расположена в юго-западной части Невьянского муниципального округа и Невьянского района Свердловской области, в лесистой части Уральских гор. Гора находится между Тарасковом и Таватуем — сёлами, которые соединены лесной дорогой, проходящей через гору. Данную гору не следует путать с одноимёнными Берёзовой горой в посёлке Верх-Нейвинском и Берёзовой горой на юго-восточном берегу Верх-Нейвинского пруда.
Берёзовая гора близ Таватуя является частью горной цепи, протянувшейся с севера на юг на несколько километров. Севернее Берёзовой находится другая гора этой цепи — Дедова. Расстояние между главными вершинами двух гор составляет приблизительно 4,3 километра.
Высота вершины Берёзовой горы над уровнем моря — 449,1 метра. Таким образом, по высоте гора является низкой. На вершине установлена небольшая деревянная вышка.
Берёзовая гора покрыта сосново-берёзовым лесом. Леса горы и окружающей её местности находятся в пределах Таватуйского участка Таватуйского участкового лесничества ГУ СО «Невьянское лесничество».
В окрестностях Берёзовой горы начинаются реки двух разных бассейнов:
- бассейна Волги — Большая Чёрная, Большая Шаманиха, Смородинка;
- бассейна Оби — Восточный Шишим.

Это свидетельствует о прохождении в данной местности водораздела Уральских гор между Восточной Европой и Северной Азией.
На восточном склоне Берёзовой горы, приблизительно в полутора километрах от её вершины, пролегает ветка Нижний Тагил — Екатеринбург Свердловской железной дороги. В данной местности расположен межстанционный перегон Мурзинка — Таватуй, самый высокий и труднопроходимый на всей нижнетагильской ветке.